# بوعزة فاهم
بوعزة فاهم لاعب كرة قدم جزائري في وسط الميدان. لعب في نادي مولودية وهران أحد اعرق الفرق في الجزائر.

## روابط خارجية
- بوعزة فاهم على موقع قاعدة بيانات كرة القدم.إي يو (الإنجليزية)
- بوعزة فاهم على موقع Soccerway.com (الإنجليزية)
- بوعزة فاهم على موقع كووورة